# Stazione di Melpignano
Stazione di Melpignano vasútállomás Olaszországban, Puglia régióban, Melpignano településen.

## Vasútvonalak
Az állomást az alábbi vasútvonalak érintik:
- Maglie–Otranto-vasútvonal

## Kapcsolódó állomások
A vasútállomáshoz az alábbi állomások vannak a legközelebb: 
- Stazione di Maglie
- Stazione di Corigliano d'Otranto